# The Booth at the End
 (avril 2013).
The Booth at the End est une série télévisée dramatique américaine en dix épisodes de 23 minutes créée par Christopher Kubasik, réalisée par Jessica Landaw et diffusée depuis le 27 août 2010 sur Citytv au Canada et sur le service Hulu aux États-Unis.

## Synopsis
Dans ce drame psychologique, un homme mystérieux est assis sur la banquette du fond dans un restaurant routier américain. Les gens qui viennent le voir ont tous des souhaits : un père qui veut que son fils malade guérisse, une femme qui désire être plus jolie, une nonne qui veut à nouveau entendre Dieu. L’homme peut faire en sorte que ces choses se produisent... à un certain prix. En échange de ce qu’ils veulent, ces individus devront parfois sacrifier leur moralité et faire des choses qui leur sont inconcevables en temps normal : faire exploser une bombe, cambrioler une banque, tuer un enfant. Ils doivent revenir voir l’homme et tout lui raconter en détail. Quand les missions des personnages s’imbriquent, les problèmes commencent. Mais l’homme ne force jamais personne à agir. C’est toujours à eux de décider s’ils persistent ou non dans leur mission, avec en tête cette seule question  : jusqu’où irez-vous pour obtenir ce que vous voulez ?
Le titre de la série, littéralement le box au fond en anglais, décrit l'endroit où le personnage central est toujours assis : sur la banquette du box du fond dans un restaurant routier.

## Première saison (2010)

### Personnages
L'homme
Joué par Xander Berkeley, l'homme est assis dans le coin d'un restaurant routier. Les personnages qui l'approchent avec un désir spécifique doivent accomplir une tâche. Si vous terminez la tâche, le désir est toujours accompli. Souvent, les progrès vers la réalisation de la mission entraînent également la réalisation du désir. 
James
James (Matt Nolan) est marié, il a une trentaine d’années. C’est un genre d’agent placeur. Motivé et sérieux en affaires, il est plein de bonnes intentions. Sa charmante femme, son adorable fils, et son travail carré, correspondent parfaitement à la vision qu’il a de la bonne façon de vivre sa vie.
- Son souhait : Sauver la vie de son petit garçon atteint de leucémie.
- Sa mission : Choisir et tuer une petite fille du même âge.

Jenny
Jenny (Kate Maberly) a une vingtaine d’années. Elle ne se rend pas compte de la gravité des jeux auxquels elle se livre.
- Son souhait : Être plus belle.
- Sa mission : Voler une somme d’argent précise à une banque.

Willem
Willem (Matt Boren) est un homme grassouillet d’une trentaine d’années, figure typique de l’homme qui passe trop de temps sur internet. Mais il a aussi l’air sympathique, dans ses moments de bonheur.
- Son souhait : Sortir avec une pin-up qui apparaît sur une photo qu’il montre à l’Homme.
- Sa mission : Protéger une jeune fille choisie par l’Homme.

Mme Tyler
Mme Tyler (Norma Michaels) est une femme âgée frêle, mais aussi très déterminée.
- Son souhait : Libérer son mari de l’emprise d’Alzheimer.
- Sa mission : Construire une bombe et la faire exploser dans un lieu public.

Melody
Melody (Jennifer Del Rosario) est une jeune fille de 17 ans, jolie et positive. Elle aime son père et désire le voir heureux à nouveau, comme c’était le cas avant que son entreprise ne s’enlise.
- Son souhait : Remettre les affaires de son père à flot.
- Sa mission : Faire sortir un reclus de chez lui.

Allen
Allen (Jack Conley) a la quarantaine, il est détective. C’est un homme austère avec un côté violent qu’il essaie vaillamment de maîtriser.
- Son premier souhait : Trouver l’argent dérobé à la banque.
- Sa première mission : Tuer un homme.
- Son deuxième souhait : Que son fils rentre à la maison et qu’ils soient heureux.
- Sa deuxième mission : Dissimuler l’attitude criminelle d’un collègue policier.

Sœur Carmel
Sœur Carmel (Sarah Clarke) est une nonne de 35 ans qui commence à perdre sa foi. Dieu lui parlait autrefois. Elle entendait clairement sa voix. Mais plus maintenant. Elle a besoin de l’entendre à nouveau.
- Son souhait : Entendre la voix de Dieu.
- Sa mission : Tomber enceinte.

Simon
Simon (Timothy Omundson) est un artiste d’une quarantaine d’années. Il a consacré sa vie à la peinture... et pourtant, malgré son travail technique, il n’est pas satisfait de ce qu’il produit. Malgré son dévouement absolu à son art, il se doit de peindre des peintures encore plus belles. Il fera tout pour y arriver.
- Son souhait : Réaliser de magnifiques peintures.
- Sa mission : Devenir père.

Doris
Doris (Jenni Blong) travaille au café restaurant d’où l’Homme officie, observant les allées et venues de ses « clients ». Curieuse, elle engage la conversation avec l’Homme pour essayer de découvrir qui il est et pourquoi il rencontre tous ces gens.
Contrairement aux autres personnages, elle ne cherche rien et n’a pas besoin de passer un accord avec l’Homme. Cela lui fait baisser sa garde, et il lui révèle des choses sur lui que personne d’autre ne saurait découvrir.
De femme seule au travail sans perspectives à la recherche de compagnie, elle devient la seule personne à laquelle l’Homme se confesse.
Richard
Richard (Jake Richardson) est le fils d’Allen, et il intervient dans l’histoire de Jenny. Il finit par faire un marché avec l’Homme. Voleur, il est tatoué et impétueux.
- Son souhait : Des fleurs pour Jenny.
- Sa mission : Aider dix femmes à traverser la rue.
- Son deuxième souhait : Que son père le laisse tranquille.
- Sa deuxième mission : Qu'il aide Jenny à réaliser sa mission.
- Son troisième souhait : Que Jenny abandonne son souhait.
- Sa troisième mission : Dire à son père qu’il l’aime.

## Deuxième saison (2012)

### Personnages
Pour la deuxième saison l'homme a changé de restaurant, mais continue de réaliser les vœux de ses clients en contrepartie de la réalisation de missions.
Bobby
Bobby, (Brendan Chadd Thomas) est un jeune garçon qui veut aider son ami Conner. Malgré la réticence initiale de l'Homme, Bobby retourne voir l'Homme avec Conner. L'homme se met à offrir aux garçons une tâche: trouver et ramener à la maison une personne disparue.
Conner
Conner, (Boos Keegan), est présenté par son ami Bobby à l'Homme.
- Son souhait : Faire revenir son père auprès de sa mère.
- Sa mission : Trouver quelqu'un de disparu et ramener cette personne dans sa famille.

Cheryl
Cheryl, (Michelle Allsopp) a une fille souffrant d'une maladie. 
- Son souhait : Guérir sa fille / Accepter sa fille telle qu'elle est et l'aimer
- Sa mission : Torturer une femme sans famille ni amis / Abandonner sa famille pendant 3 semaines sans le moindre avertissement.

Melody
Melody, (Jennifer Del Rosario) revient pour la saison 2. 
- Son souhait : Ramener une personne à la vie.
- Sa mission : faire quelque chose qui vaut la peine de vivre.

Dillon
Dillon, (Noel Fisher) un jeune homme qui craint la mort. 
- Son souhait : il veut être invulnérable et de vivre éternellement sans changer afin qu'il puisse profiter de sa vie.
- Sa mission : Dillon est chargé de marquer trois personnes, mais doit déterminer ce que cela signifie.

Maria
Maria, (Romina Peniche) est une belle latina préoccupée par sa mère.
- Son souhait : Sauver sa mère de la dépression.
- Sa mission : Maria doit faire pleurer cinq personnes.

Henry
Henry, (Danny Nucci), n'est pas satisfait de sa vie et souhaite, remplacer sa femme actuelle Heather, par sa dernière petite amie Katie.
- Son souhait : Remplacer, sans les vivre, ses vingt ans de mariage avec Heather par vingt ans de mariage avec Katie.
- Sa mission : Servir une Puissance supérieure.

Jack
Jack, (Dayton Callie) un homme âgé, revient à plusieurs reprises pour raconter ses exploits, soit voler un certain nombre de personnes. 
- Son souhait : protéger ses petits-enfants / éradiquer toute forme de religion.
- Sa mission : Jack doit voler quinze personnes / doit commettre un attentat public en abattant vingt-deux personnes en plein jour et devant témoins.

Thérèse
Thérèse, (Abby Miller), est une femme simple, qui ne demande qu'à être aimée.  Elle doit également être la tutrice de son neveu, qui se bat avec des problèmes de colère qui lui causent des problèmes à l'école et à la maison.
- Son souhait : Être aimée.
- Sa mission : Approcher un certain nombre d'hommes et leur faire des avances sexuelles.

Doris
Doris, (Jenni Blong) apparaissant dans la saison 1, revient pour cette deuxième saison. Doris semble finalement être plus qu'une simple serveuse et sait au sujet du livre. Elle et l'homme font allusion à une origine commune.